# 忉利天

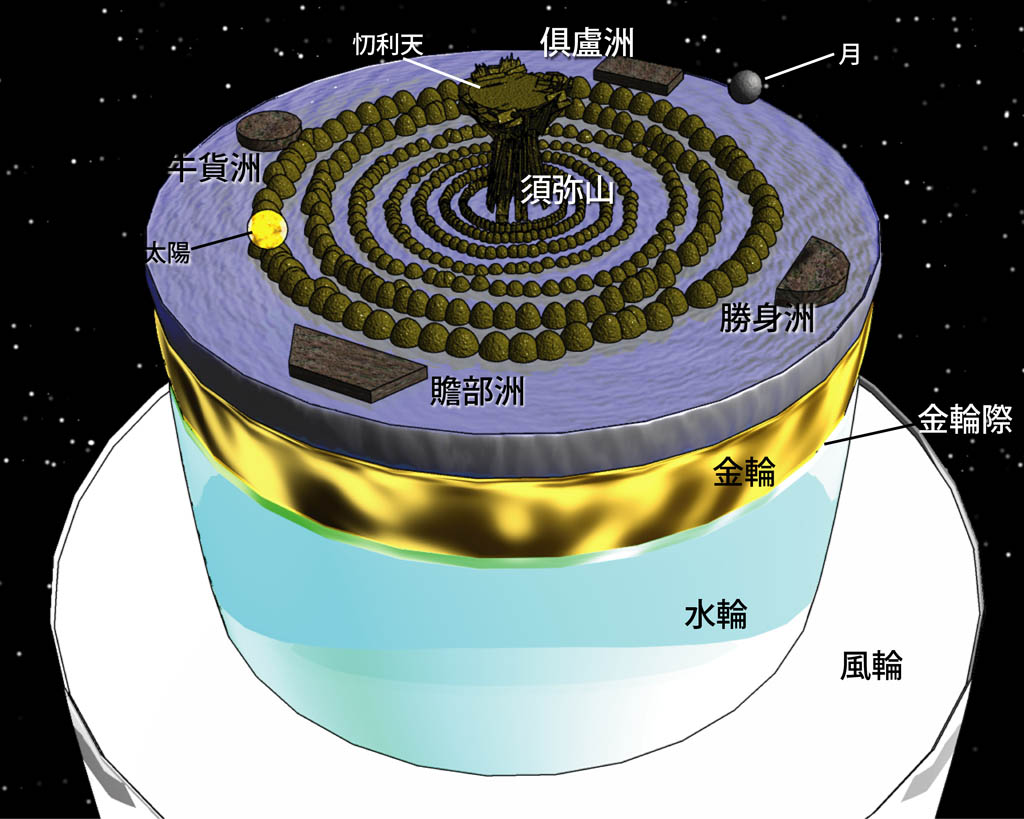
図上部、須弥山の上に位置するのが忉利天。

忉利天（とうりてん、サンスクリット: त्रायस्त्रिंश Trāyastriṃśa；パーリ語: Tāvatiṃsa）は、仏教の世界観において、欲界における六欲天の第2の天である。「とう」はりっしんべん+刀。意訳して三十三天ともいう。
仏教においては一般に須弥山の頂上にあるとされ、帝釈天をはじめ、33の天部や神々が住むとされる。また、伝説において、釈迦の生母である摩耶夫人は死後ここに転生したとされ、また、悟りを開いた釈迦がこの地に登って摩耶夫人や天部に説法し、三道宝階と呼ばれる階段によって、地上の僧伽施国（サンカーシャ）に戻ったとされる。

## 概略

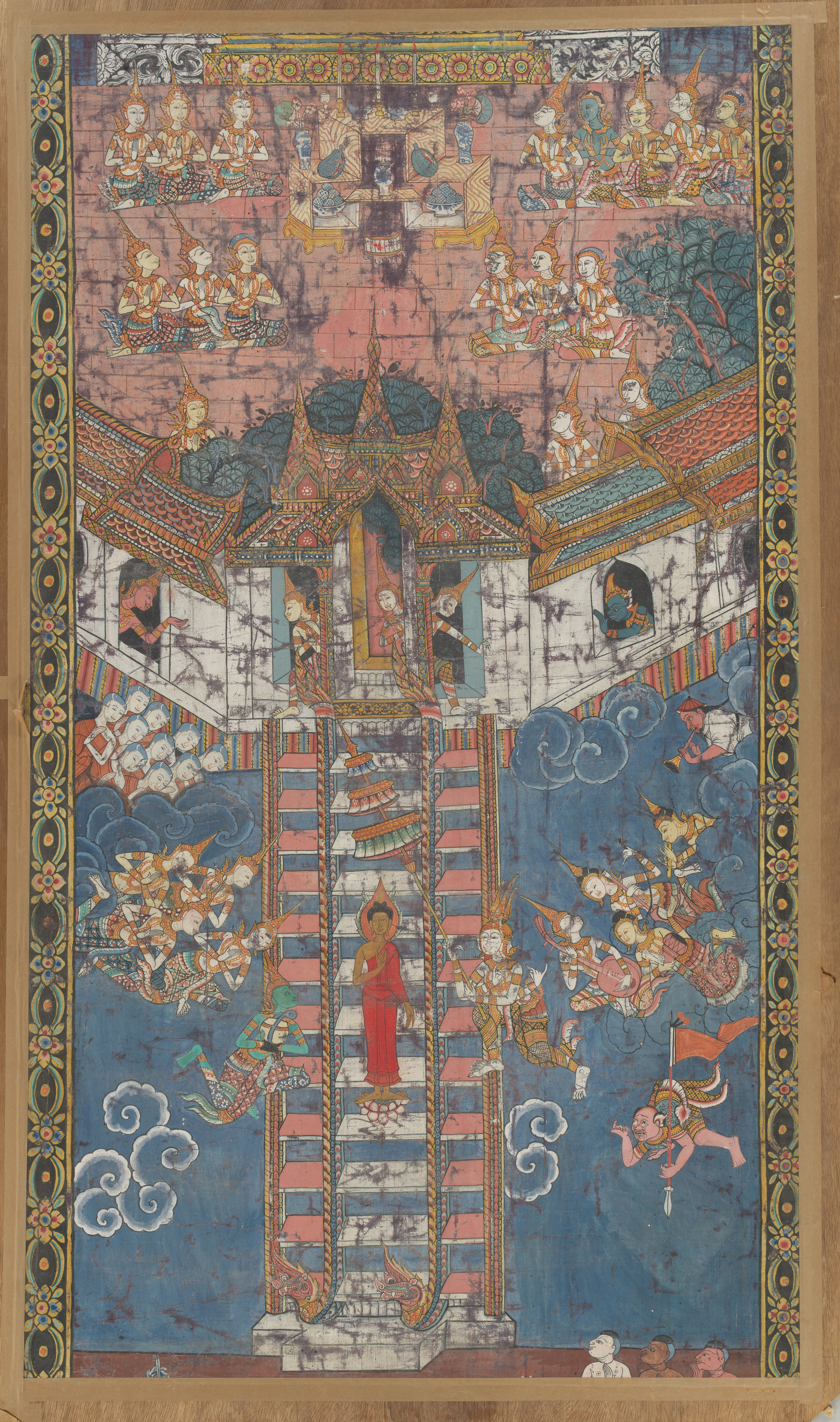
三道宝階によって忉利天からサンカーシャへと降る釈迦　19世紀　タイ王国　メトロポリタン美術館蔵

中国語、および漢訳において「三十三天」という場合、三十三天自体とそこに住む住人の両方を指すが（後述）、サンスクリット語において、前者はTrāyastriṃśa、後者はTrāyastriṃśatと区別される。
『一切経音義』によれば、須弥山の頂上、閻浮提の上、80,000由旬の処にあり、中央に善見（喜見）宮がある。四面それぞれ80,000由旬の大きな城があり、そこに帝釈天が住し、四方には各8つの城があり、その所属を支配する天部の衆徒や神々が住んでいる。ゆえにこれに善見城を加えて計33天となるので、三十三天と称される。須弥山の頂上の中央には、建物は金、地面は戸羅綿でできた善見城があり、その内部の殊勝殿がある。この建物にはインドラ（帝釈天）が住んでいる。殊勝殿は、一辺の長さが250由旬で、さまざまな宝石で建物が荘厳されており、その豪華さは他の楼閣の追随を許さない。善見城は、殊勝殿の他にも飲食市、衣服市、戯女市、米穀市といった市場を持つほか、四辺それぞれに、東に衆車、南に麤悪、西に相雑、北に歓喜という遊苑地を備えている。善見城の周囲に作られた四つの庭園は、それぞれの四方、20由旬離れた場所にひとつずつ遊び場が置かれている。さらに、都の外、北東の隅には円生樹が、南西の隅には善法堂がある。33天は、半月の三斎日には善法堂に集会して、如法・不如法を論評するという。
この天の有情が婬欲を行ずる時は、形を変えて人間の如くなるが、ただ、風気を泄し終われば熱悩がたちまち除かれるという。身長は1由旬、衣の重さは6銖、寿命は1000歳にして、その一昼夜は人間界の100年に相当するといわれる。また初生の時は、人間の6歳の如く色円満し自ら衣服があるという。
釈迦を生んだ摩耶夫人はその7日後に死去したが、この天に転生したとされる。『摩訶摩耶経』などには、釈迦はかつてこの天に昇り、実母の摩耶夫人のために3ヶ月間説法し、三道宝階に依って僧伽施国（サンカーシャ）の地に降り給うたと記されている。また『地蔵菩薩本願経』によれば、釈迦は忉利天でこの経典に記された内容を摩耶夫人、菩薩、天人たちを相手に説法したとされる。
インド、ブータン、ブリヤート共和国、チベットなどのチベット仏教圏においては、チベット暦9月22日に釈迦の「三道宝階降下」を祝うラバブ・ドゥーチェン（降臨大祭）が催される。

## 三十三天

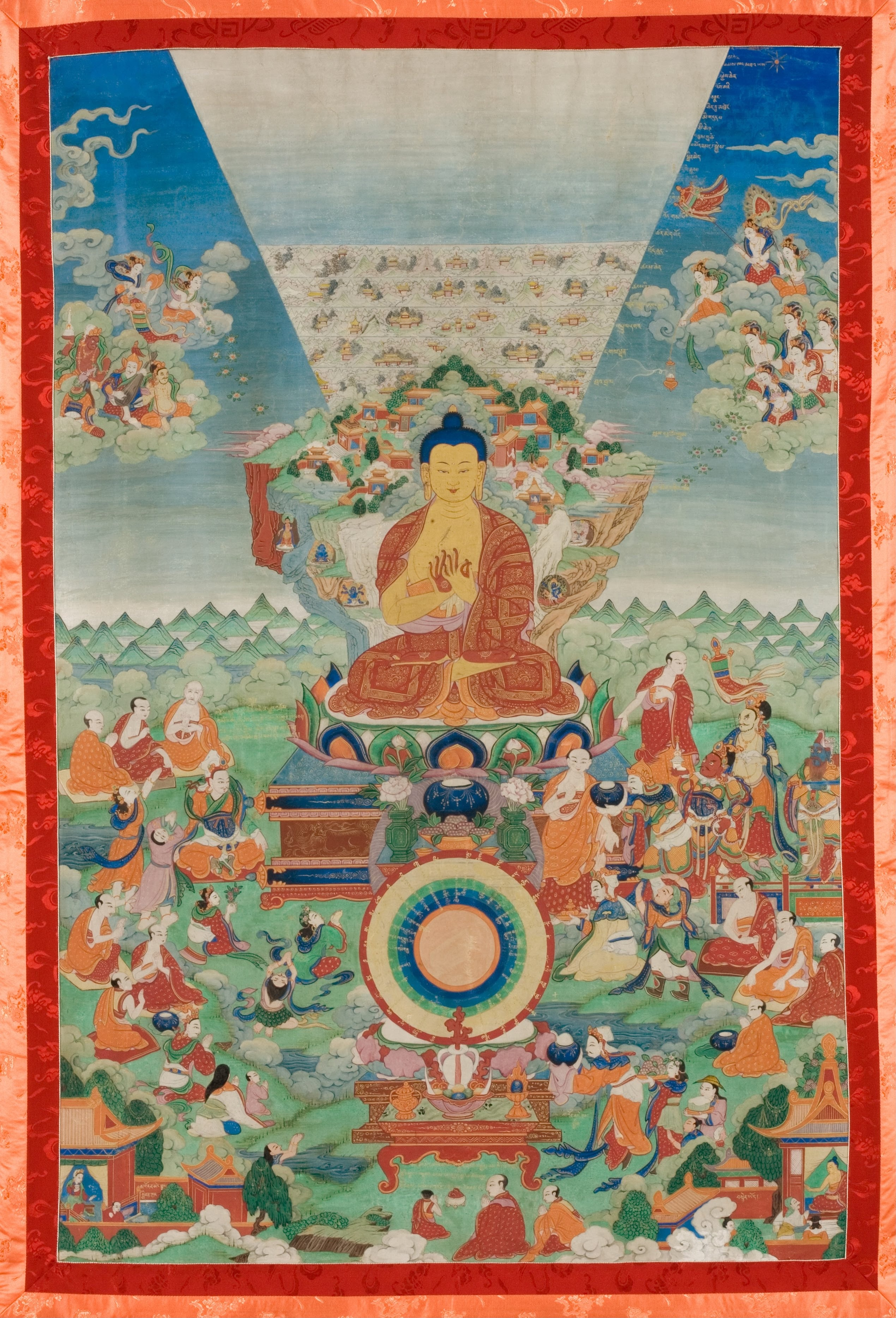
須弥山の頂上、忉利天（三十三天）で説法する釈迦（中央）。 中央から上方にかけて、それぞれ地居天、空居天、上界天が表現されている。18世紀頃、チベット　アジア美術館蔵

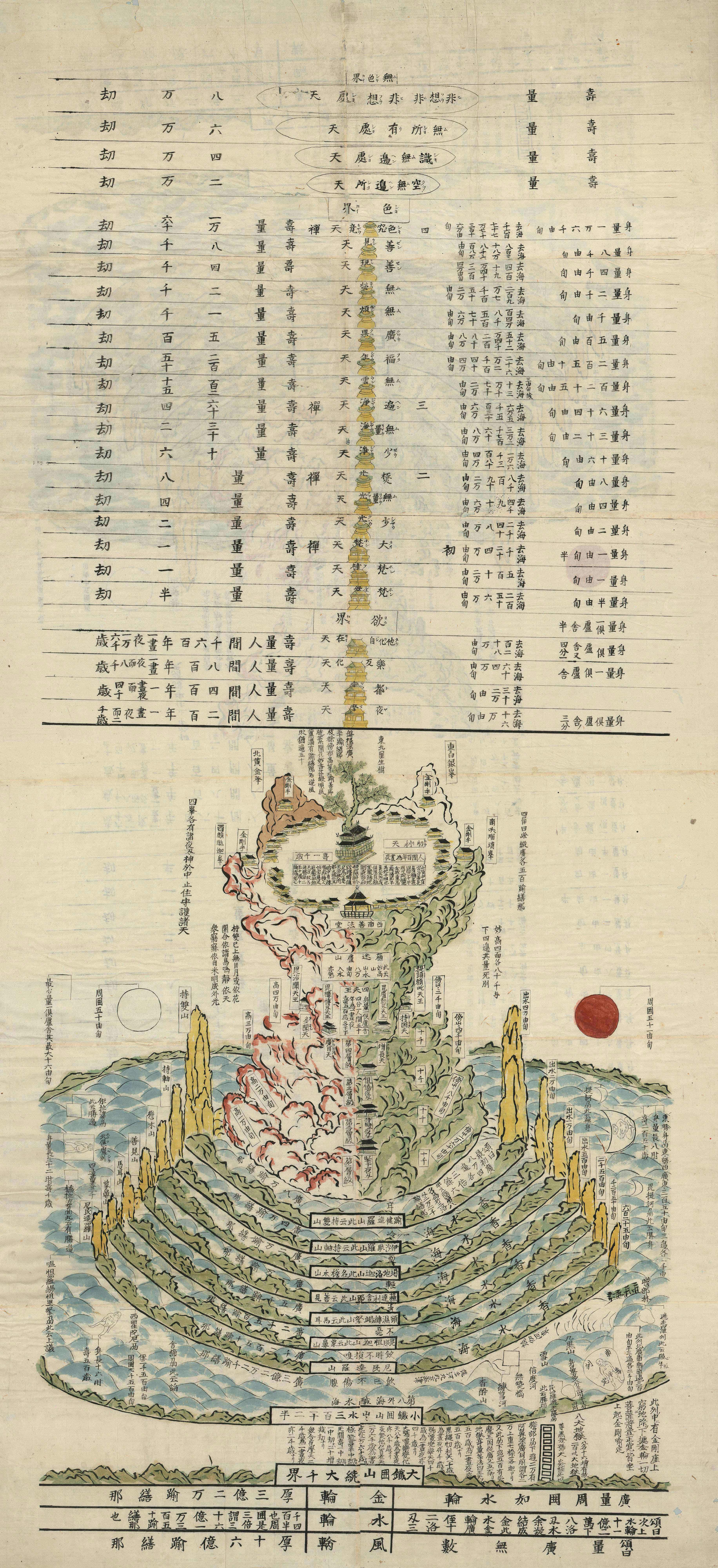
須弥山図　1860年代　日本
図の下部に描かれた須弥山の上に、忉利天と見える。

1. 善法堂天
2. 山峯天
3. 山頂天
4. 善見城天
5. 鉢私地天
6. 倶吒天
7. 雑殿天
8. 歓喜園天
9. 光明天
10. 波利耶多天
11. 離険岸天
12. 谷崖岸天
13. 摩尼蔵天
14. 旋行天
15. 金殿天
16. 鬘影天
17. 柔軟天
18. 雑荘厳天
19. 如意天
20. 微細行天
21. 歌音喜楽天
22. 威徳輪天
23. 月行天
24. 閻摩那娑羅天
25. 速行天
26. 影照天
27. 智慧行天
28. 衆分天
29. 曼陀羅天
30. 上行天
31. 威徳顔天
32. 威徳燄輪光天
33. 清浄天

## ギャラリー

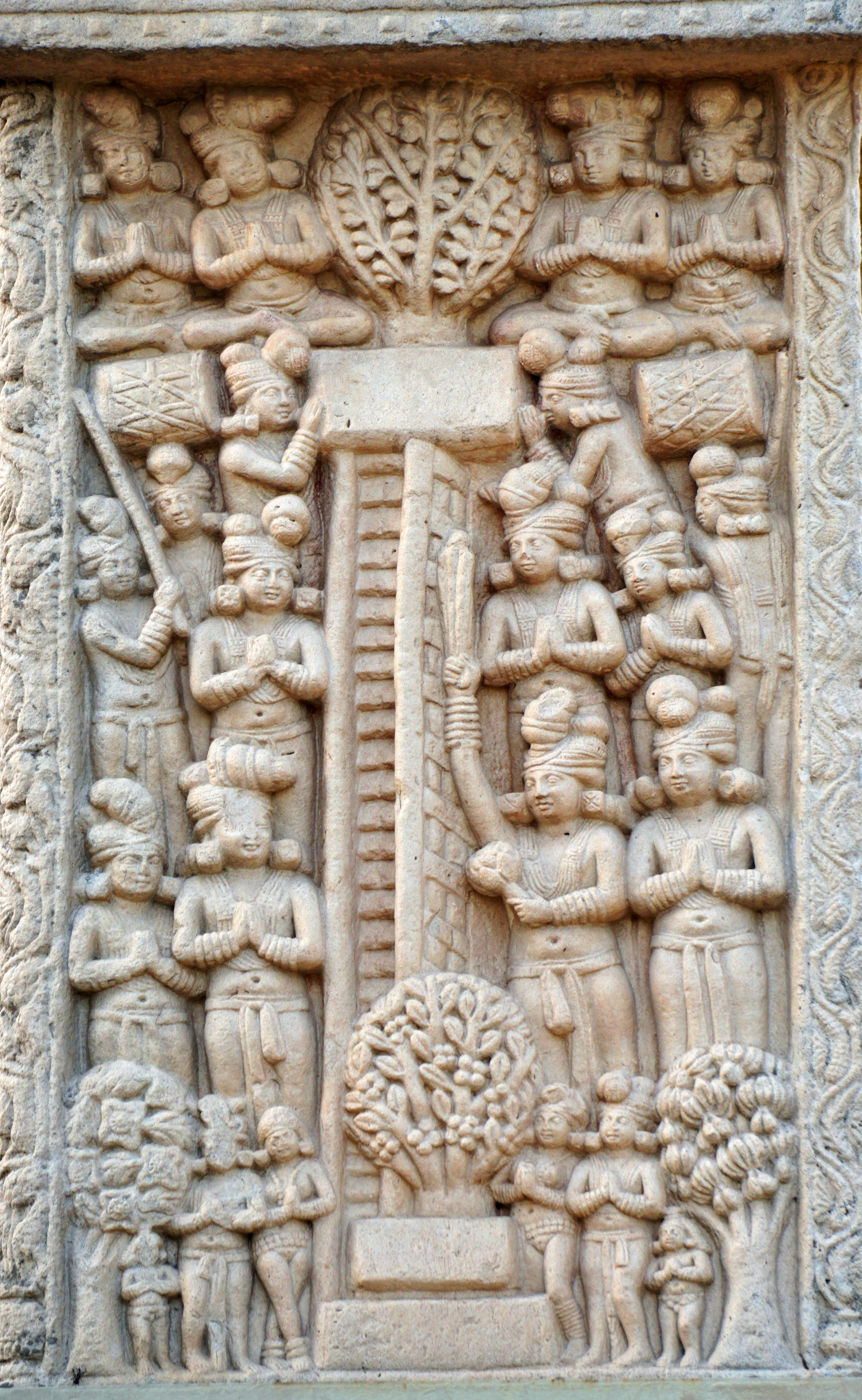
サーンチーのストゥーパ、北門（トラナ）
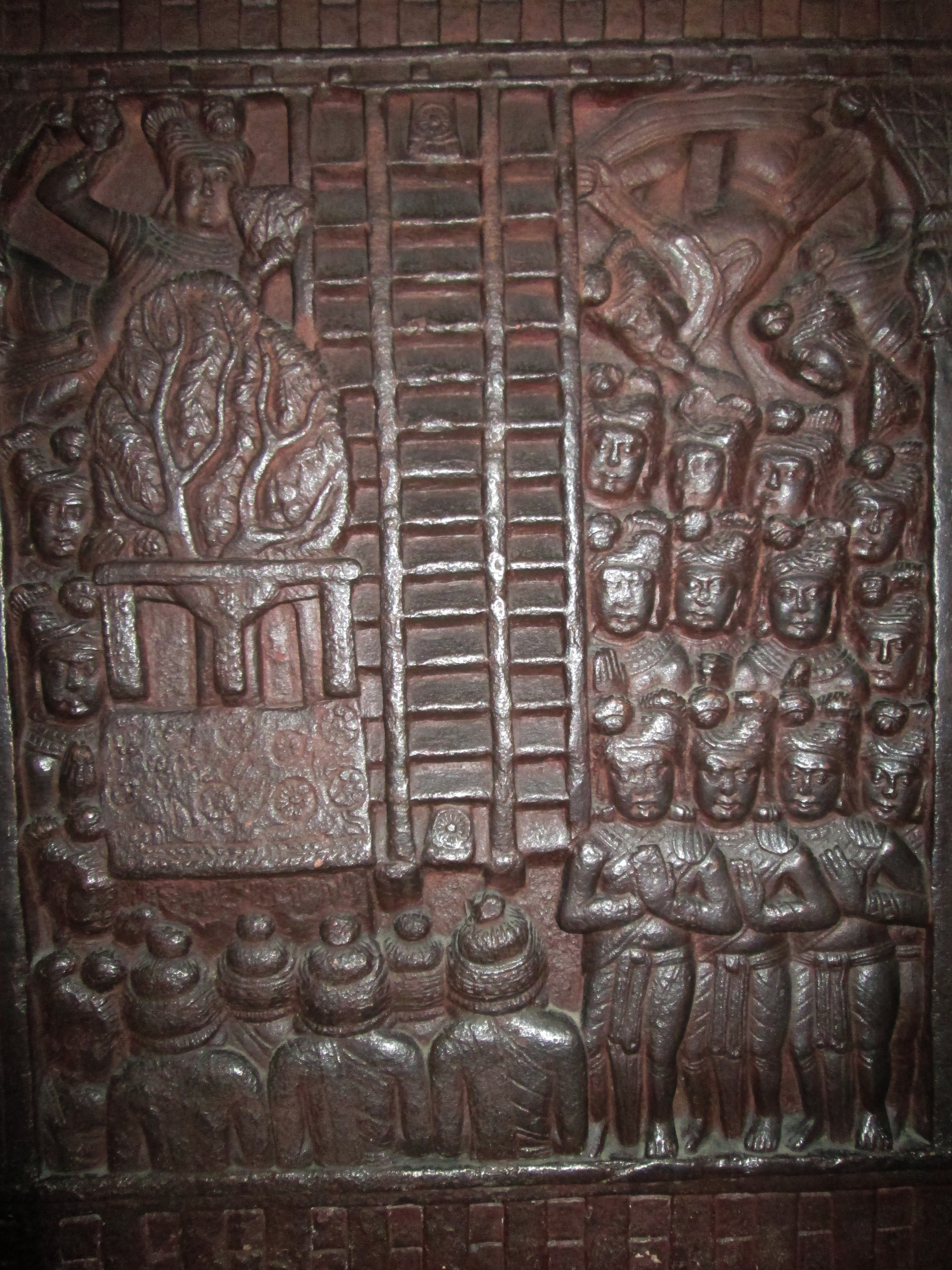
前1世紀[10]　バールフット出土　コルカタ、インド博物館蔵　仏塔を荘厳していたレリーフ。三道宝階を降る釈迦が、仏足によって象徴的に表現されている。
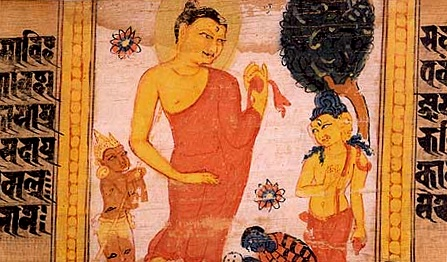
忉利天から降る釈迦　8世紀から12世紀　貝葉　ビハール州、ナーランダ―
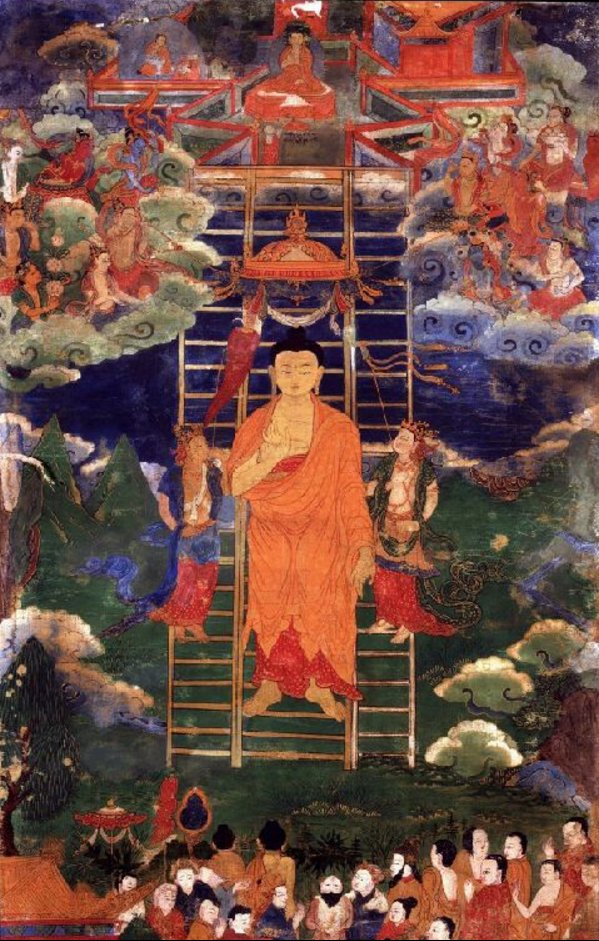
タンカ　18世紀　モンゴル
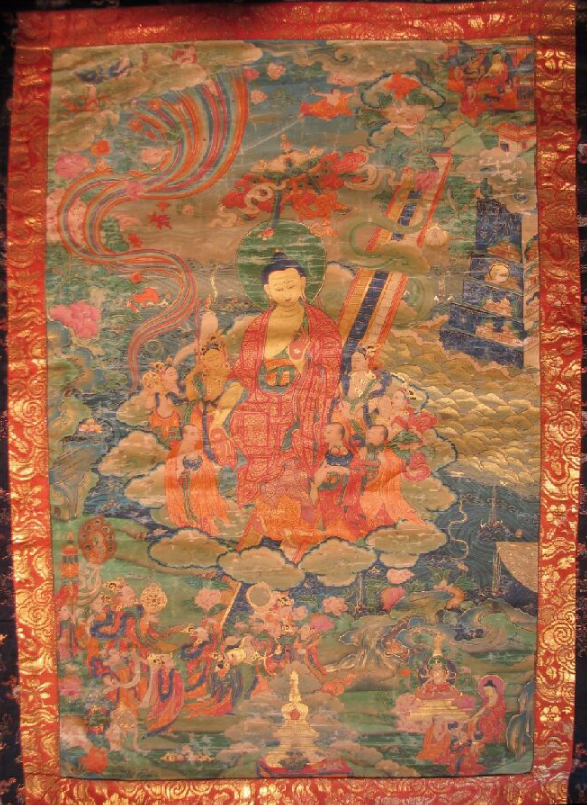
タンカ　19世紀　チベット
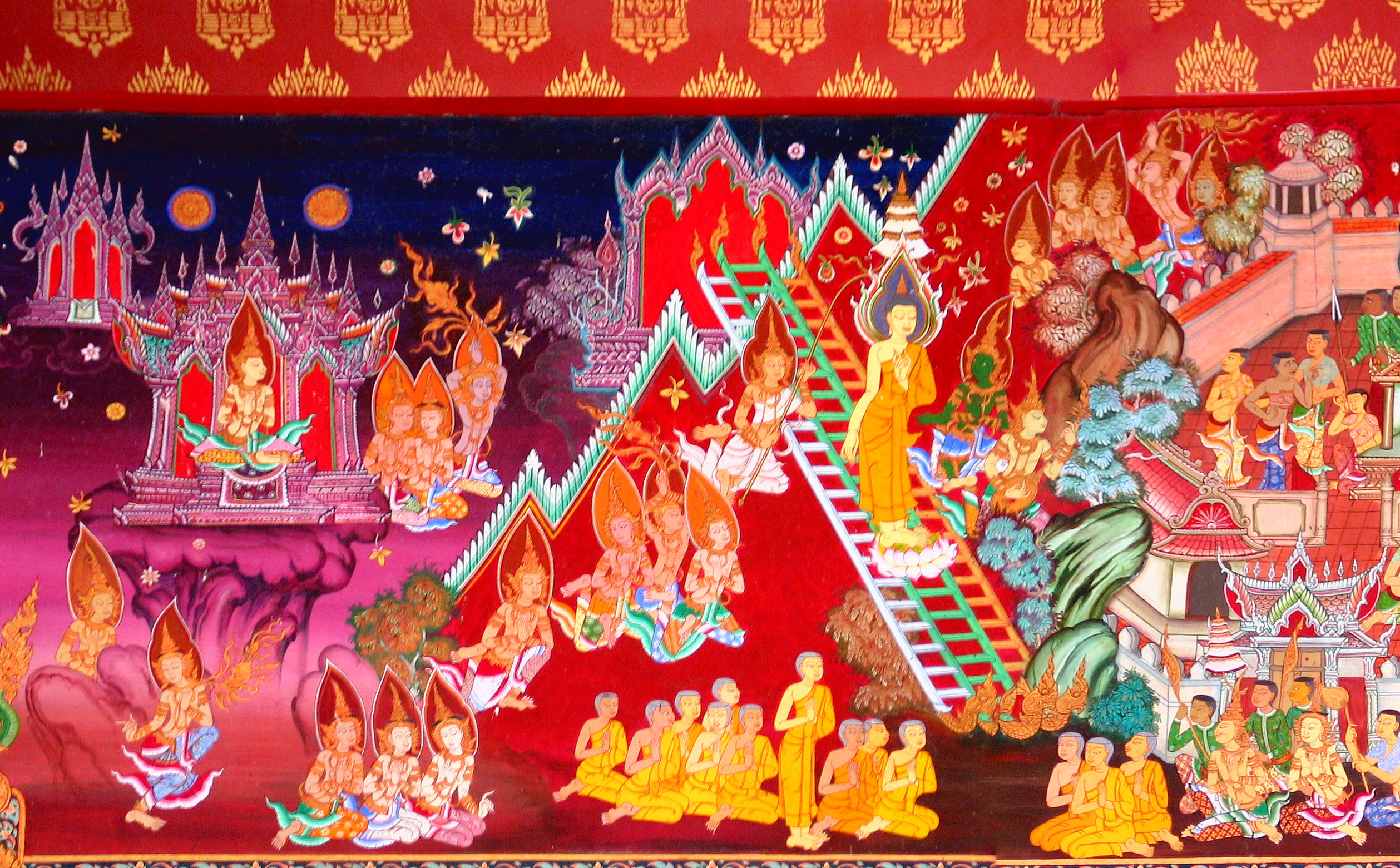
壁画　タイ王国、プッタモントン公園